# 溫徹斯特 (阿肯色州)
溫徹斯特（英語：Winchester）是一個位於美國阿肯色州德魯縣的城市。

## 地理
溫徹斯特的座標為33°46′22″N 91°28′36″W / 33.77278°N 91.47667°W，而該地的平均海拔高度為47米（即154英尺）。

## 人口
根據2020年美國人口普查的數據，溫徹斯特的面積為1.29平方千米，皆為陸地。當地共有人口167人，而人口密度為每平方千米106人。